# Blakea glabrescens
Blakea glabrescens là một loài thực vật có hoa trong họ Mua. Loài này được Benth. mô tả khoa học đầu tiên năm 1844.